# Outlast
Outlast est une série de jeux vidéo d'horreur développée et éditée par Red Barrels.

## Liste de jeux
- 2013 : Outlast
- 2014 : Outlast: The Whistleblower
- 2017 : Outlast 2
- 2017 : Outlast Trinity, compilation des trois jeux précédents
- 2023 : The Outlast Trials

## Succès
En octobre 2016, Philippe Morin, président de Red Barrels, a annoncé que le premier opus avait largement dépassé les ambitions du studio en termes de ventes avec 4 millions d'exemplaires vendus.